# Internationale Arbeidersassociatie
De Internationale Arbeidersassociatie (IAA)  in het Spaans Asociación Internacional de los Trabajadores (AIT) en Engels International Workers' Association (IWA) is een internationale federatie van anarchosyndicalistische federaties en initiatieven.
De Internationale Arbeidersassociatie baseert zich op het anarchosyndicalisme, de revolutionaire vakbondsstrijd, en heeft tot doel om vakbonden te creëren die in staat zijn om voor de economische en politieke belangen van de arbeidersklasse op te komen. Het uiteindelijke doel is daarbij om het kapitalisme en de staat af te schaffen en zo een klassenloze samenleving te stichten door het oprichten van economische gemeenschappen en bestuursorganen die door de arbeiders worden bestuurd.
De Internationale Arbeidersassociatie werd in 1922 opgericht. Op het hoogtepunt van de organisatie betrof het lidmaatschap wereldwijd miljoenen leden. De aangesloten bonden speelden een centrale rol in de sociale conflicten in de jaren 1920 en 1930. In de tijd dat de internationale was gevormd gingen veel landen echter een periode van extreme repressie in. Tevens bracht het verlies van de anarchisten in de Spaanse Burgeroorlog en Revolutie (1936-1939) en de opkomst van het fascisme en het nationaalsocialisme het anarchosyndicalisme een harde slag toe. Hierdoor werden veel van de grootste bonden van de IAA verboden of moesten ondergronds en raakten daardoor in deze periode sterk versplinterd.
Als gevolg hiervan was er aan het eind van de Tweede Wereldoorlog nog maar een van de takken van de internationale overeind. De andere organisaties waren gestopt als vakbonden, wat zich in de jaren 1940 en 1950 voortzette. Het zou pas aan het einde van de jaren 1970 zijn dat de IAA weer nieuw leven kreeg. Met het overlijden van de Spaanse dictator Francisco Franco ontstond er in Spanje nieuwe ademruimte. De Confederación Nacional del Trabajo (CNT) kon zich hergroeperen, net als veel andere organisaties in die periode.